# Rosángeles Valls Ballester
Rosario Ángeles Valls Ballester –Rosángeles Valls– (València, 27 de juny de 1952) és una ballarina i coreògrafa valenciana que va fundar i dirigir la companyia Ananda Dansa. La seva activitat professional inclou la dansa, la creació coreogràfica, la direcció escènica i la docència.

## Formació
Estudià al Conservatori Professional de Dansa de València, on es titulà en dansa clàssica. És llicenciada en Coreografia i Interpretació de la Dansa. Va ampliar estudis de dansa clàssica i contemporània entre els anys 1975 i 1981 al Centre Internacional de la Dansa de París i al Paris Centre. Més endavant, interessada en la producció i la gestió de companyies, va cursar un màster en Gestió Cultural –Música, Teatre i Dansa– per l'Institut Complutense de Ciències Musicals de la Universitat Complutense de Madrid.

## Carrera professional
En iniciar la vida professional, impartí classes a l’Escola Municipal d'Algemesí (la Ribera Alta), on estudiarien algunes ballarines que després formarien part de la seva companyia, i després a l'escola L’Arabesque, a València, amb Micaela Torres, on feia classes de dansa clàssica i contemporània.
Els anys 1991 i el 1992 fou directora del Centre Coreogràfic del Centre Dramàtic de la Generalitat Valenciana. Des de l’any 2000 va dirigir l’Escola Municipal de Dansa de Paterna, València.

### Companyia Ananda Dansa
Rosángeles Valls Ballester ha estat fundadora i directora, juntament amb Edison Valls, de la companyia Ananda Dansa, creada el 1982 i reconeguda internacionalment. Dedicada a la dansa de creació o dansa contemporània, la companyia s’ha mantingut activa fins al 2020, al llarg d’un període de 38 anys en què ha fet més de 2000 representacions i ha rebut una setantena de premis i nominacions.

### Càrrecs de gestió
Ha estat consellera de diverses universitats i institucions locals i nacionals i membre del Consell Nacional de la Dansa de l'Institut Nacional de les Arts Escèniques i de la Música en el període 2006-2010. També ha estat Presidenta de l’Associació d’Empreses de Dansa de la Comunitat Valenciana des de la seva fundació fins al 2007 i vicepresidenta i vocal des del 2010. Ha format part de la Comissió de Resolució d’Ajudes de l'Ajuntament de València del 2003 al 2010, i del comitè organitzador dels premis Max de les Arts Escèniques, de la Fundació Autor -després Fundación SGAE- i de la taula de treball de coreografia de la Societat General d’Autors i Editors per a protegirr els drets d’autor dels coreògrafs. El 2013 formà part de la comissió preparatòria per a la constitució de l’Acadèmia de les Arts Escèniques. Des del 2000 ha dirigit l’Escola Municipal de Dansa de Paterna i Ananda Dansa ha estat la companyia resident del Teatre Antoni Ferrandis de la localitat.

## Estrenes i premis
Al març de 1982 presentà el seu primer espectacle, Danza, al Teatre Principal, al qual seguiren Destiada (1984) i Crónica Civil V-36/9 (1986). A l’obra Homenaje a K (1988), en què tracta la violència de la societat contemporània, seguiren Borgia imperante, espectacle escollit per a representar el País Valencià en l'Exposició Universal de Sevilla de 1992, i Frankestein (1997), inspirat en el text literari de Mary Shelley. Amb els espectacles dedicats al públic infantil i juvenil Polo de hielo (1993) i Nointendo (1995), encetava una nova etapa, en què s'obria al públic més jove. El mago de Oz (1999), en aquesta línia, obtindria diversos premis, entre els quals el Premi Max al millor espectacle infantil l'any 2002, amb Escalante Centre Teatral.
De la col·laboració entre diverses dones coreògrafes sorgí Vivo en tiempos sombríos (1998), inspirada en Bertold Brecht i el cabaret alemany. A ojos cerrados, estrenada el 2003, va rebre el Premi de les Arts Escèniques de la Generalitat Valenciana, per la millor direcció coreogràfica. Soñando Alícia (2005) fou el millor espectacle infantil als Premis de les Arts Escèniques de la Generalitat Valenciana del 2006. Després d'Alma, de 2006, que commemorava els 25 anys de la companyia, estrenà El circo de la mujer serpiente (2008), premiat com la millor direcció escènica en els premis Abril de 2009. Basat en el conte de Carlo Collodi, estrenà el 2015 Pinoxxio. L'últim espectacle de la companyia abans de dissoldre's, Âtman, el comiat (2020), sobre la violència de gènere, aplegà els disset professionals que n'han format part al llarg de la seva història.

## Reconeixements
El 2006 es va concedir a Rosángeles Valls el Premi Nacional de Dansa, en la modalitat de creació. També ha obtingut la Medalla d'Or al Mèrit de les Belles Arts 2019 i el Premi Precrea 2020 a les Arts Escèniques, que concedeixen les cinc universitats públiques valencianes.